# لورين فوستر
لورين فوستر (بالإنجليزية: Lorraine Foster)‏ هي رياضياتية أمريكية، ولدت في 25 ديسمبر 1938 في كولفر سيتي في الولايات المتحدة.